# Ted Boy Marino
Mario Marino (Fuscaldo Marina, 18 de octubre de 1939 - Río de Janeiro, 27 de septiembre de 2012), más conocido como Ted Boy Marino, fue un luchador profesional y actor italo-brasileño.
Ted Boy Marino nació en Fuscaldo Marina en la provincia italiana de Cosenza, en Calabria. Viajó a Buenos Aires en 1953, en el sótano de un barco con sus padres y 5 hermanos más. Allí, trabajó como zapatero, pero aprovechó el tiempo libre para entrenar lucha libre y levantamiento de pesas. En 1962 ya estaba participando en programas de televisión como Telecatch en Buenos Aires y en los canales 9 y 12 de Montevideo.
En 1965, Marino llegó a Brasil. Poco después, fue contratado como un luchador en Telecatch de TV Excelsior, que fue un gran éxito. En el ring, junto a luchadores como "Tigre Paraguaio", Electra, o Alex, entre otros, derrotó a villanos como Aquiles, Verdugo, Rasputim Barba Vermelha, El Chasques y Múmia.
Alrededor de ese tiempo él también participó en el programa "Os Adoráveis Trapalhões" de TV Excelsior. Los ejecutivos de la estación ordenaron al director Wilton Franco a hacer un show con Ted Boy y el cantante Wanderley Cardoso, un ídolo juvenil. Sin embargo, Wilton necesitaba a alguien para complementar el programa y escogió a la cantante Ivon Cury y el actor Renato Aragão, para hacer reír al público. De ahí surgió el cuarteto, cuyo programa alcanzó entre 50 y 60 puntos por IBOPE. En 1968 Aragão y Ted Boy Marino protagonizaron la película Dois na Lona, donde Ted vive como un luchador que disputa el campeonato nacional frente a Lobo (interpretado por Robert William, quien hoy trabaja en los programas de Aragão, generalmente con el papel de Sargento Pincel).
En TV Globo, Ted participó en cuatro programas que aparecían casi a diario.
A principios de la década de 1980, con el declive del género telecatch, Marino estuvo como coprotagonista en el programa de televisión Os Trapalhões, por lo general con el papel de villano, además de cameos en programas de comedia como Escolinha do Professor Raimundo. También actuó en teatros y clubes dentro de los estados brasileños.
Luego de jubilarse, Ted Boy Marino vivía en el barrio de Leme, en Río de Janeiro, y con frecuencia se lo podía ver en la playa, con sus amigos jugando voleibol playero.

## Filmografía
- 1983 – Os Três Palhaços e o Menino
- 1982 – Os Paspalhões em Pinocchio 2000
- 1967 – Dois na Lona